# Pole position

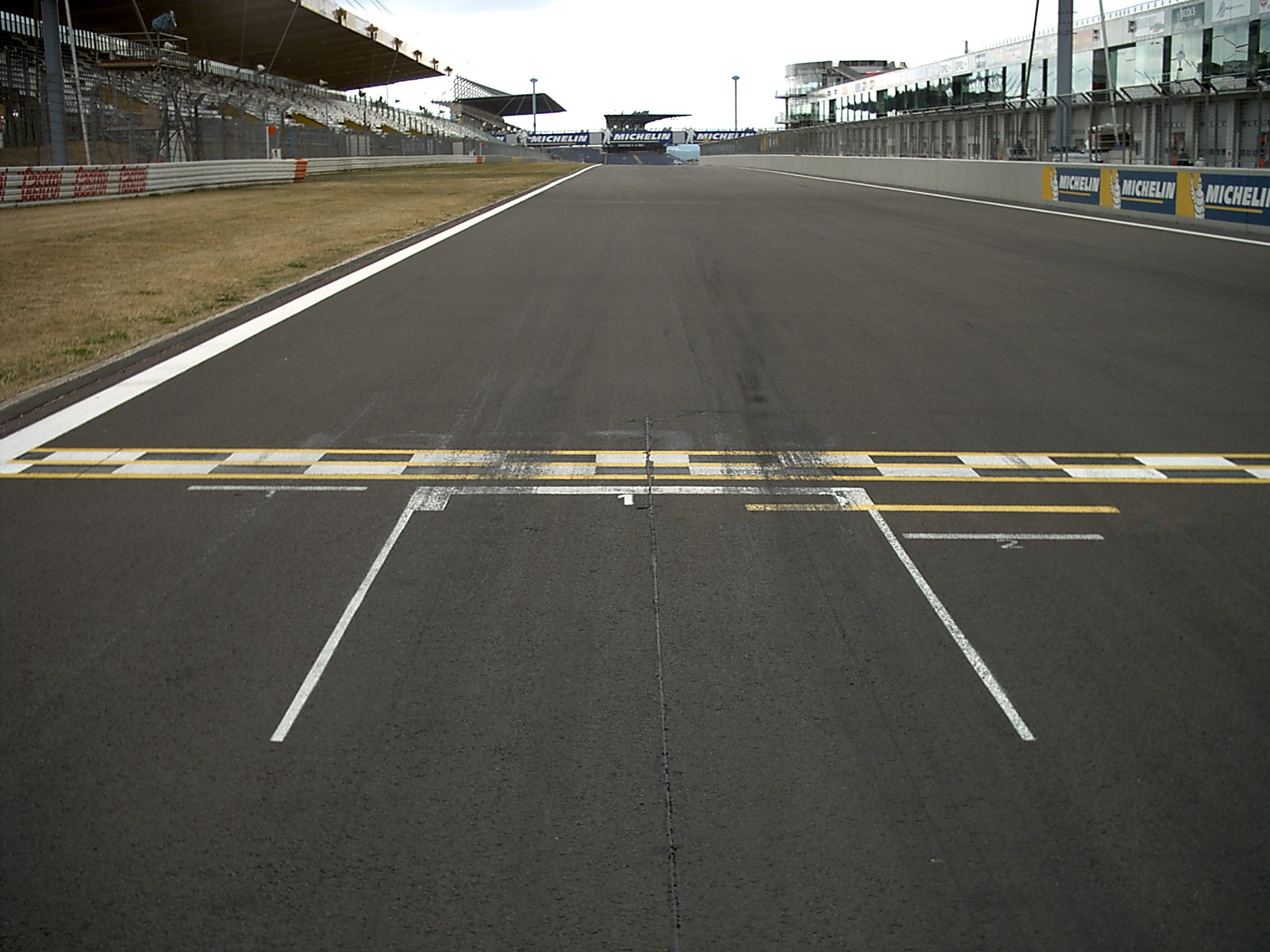
Marques indicadores de la pole position a Nürburgring

Una posició preferent, terme més conegut en anglès com a pole position, és el primer lloc d'una graella de sortida d'una competició automobilística o motociclista. Sol ocupar-la el pilot que ha aconseguit el millor temps als entrenaments de qualificació. Aquest nom té origen a les curses de cavalls angleses on el participant que era primer es deia que estava al carril de la pole. El terme amb els anys es va traslladar a l'automobilisme, ja que en diverses especialitats es feia una sessió de qualificació per a decidir l'ordre de la graella i el pílot que sortia primer va començar a rebre aquesta designació.

## Fórmula 1
Per a determinar l'ordre de la graella i quin pílot ha realitzat la pole s'han fet servir diversos sistemes durant la història de l'especialitat.

### Del 1950 al 1995
La graella es decidia en dues sessions de dues hores, una els divendres i una altra els dissabtes. La volta més ràpida que realitzes un pilot en qualsevol d'aquestes dues sessions era el temps que valia per a compondre les posicions de sortida. Aquest sistema de fet, és idèntic al que s'usa a Moto GP.

### Del 1996 al 2003
Els pílots podien fer fins a 12 voltes en una sessió d'1 hora els dissabtes. S'escollia el temps més ràpid realitzat en aquesta sessió per a compondre la graella.

### 2003, 2004 i a partir del 28 de maig del 2005
La pole era determinada pel millor temps realitzat a una sola volta els dissabtes amb la gasolina que es faria servir durant la cursa.

### Del 6 de març al 22 de maig del 2005
La graella es determinava sumant el millor temps de dues sessions de qualificació, una que es feia els dissabtes amb el dipòsit descarregat i una altra que es feia els diumenges al matí amb la benzina que es faria servir durant la cursa.

### Temporada 2006 - Actualitat

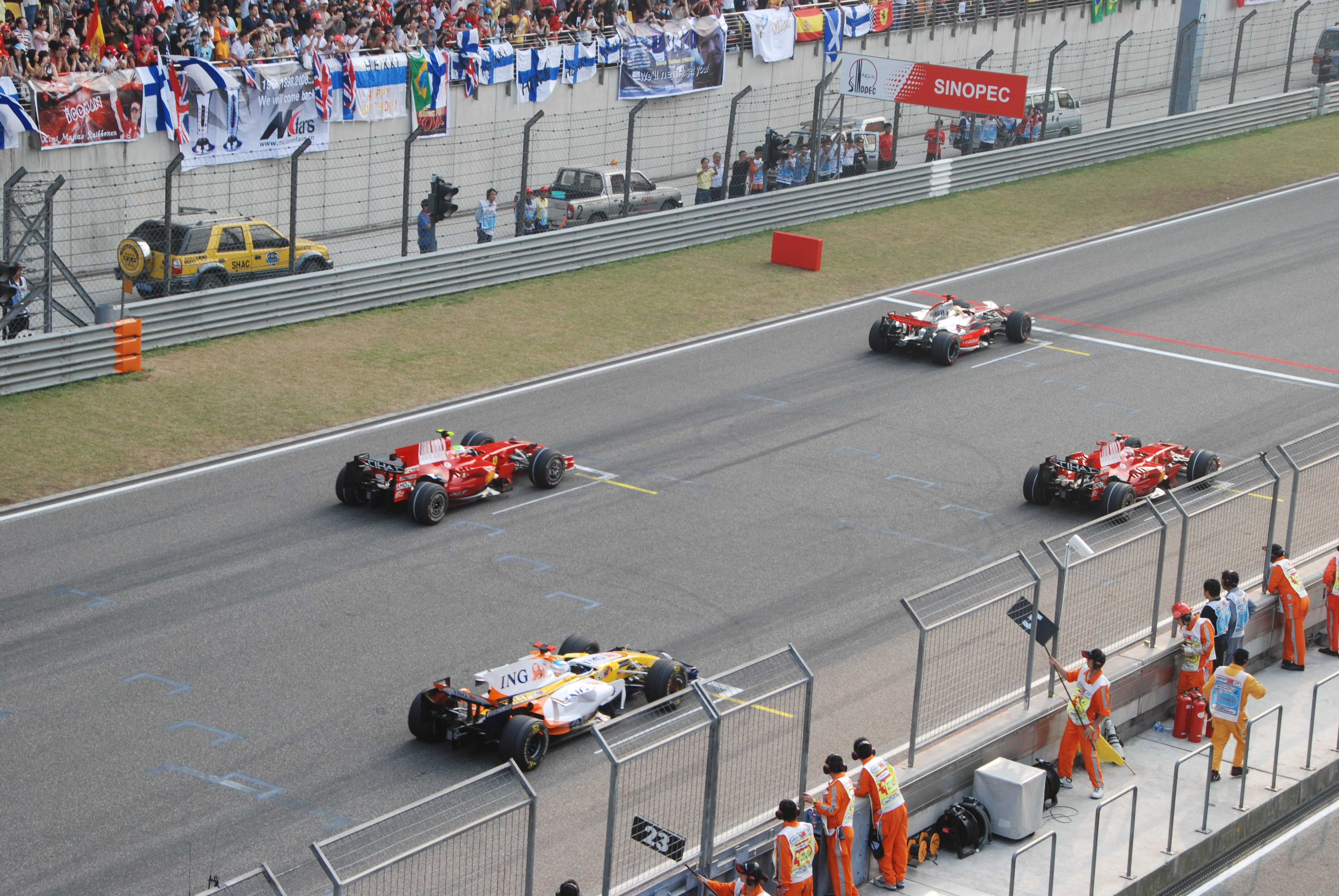
La graella de sortida del Gran Premi de la Xina del 2008. A la pole, Lewis Hamilton

Després de dues tandes de 15 minuts en què s'eliminen els 6 pilots més lents a cada tanda classificatòria, els 10 pilots restants proven de realitzar la volta ràpida amb la càrrega de combustible que vulguin però que serà amb la que sortiran al principi de la cursa.

## Grans Premis de motociclisme
Des del 2006, als Grans Premis del mundial de motociclisme hi havia una sessió d'una hora els dissabtes on els pilots disposaven d'un nombre il·limitat de voltes per a registrar un temps de volta ràpida. El pilot amb la volta més ràpida guanyava la pole position per a la cursa.
El 2013 es va introduir un nou format pel qual la classificació es duia a terme en dues sessions de 15 minuts etiquetades Q1 i Q2 (de "qualificatòria"). Els 10 pilots més ràpids durant els temps d'entrenaments combinats passaven automàticament a la Q2, mentre que la resta competien a la Q1. Al final de la Q1, els dos pilots més ràpids passaven a la Q2 amb l'oportunitat de millorar encara més la seva posició a la graella.
El 2023 es va tornar a introduir un nou format en què els resultats de la classificació serveixen per a determinat la graella de sortida tant d'una cursa anomenada Sprint, que es corre el mateix dissabte, com de la cursa principal del Gran Premi de diumenge.[1]

### Els 10 pilots de Gran Premi amb més pole positions

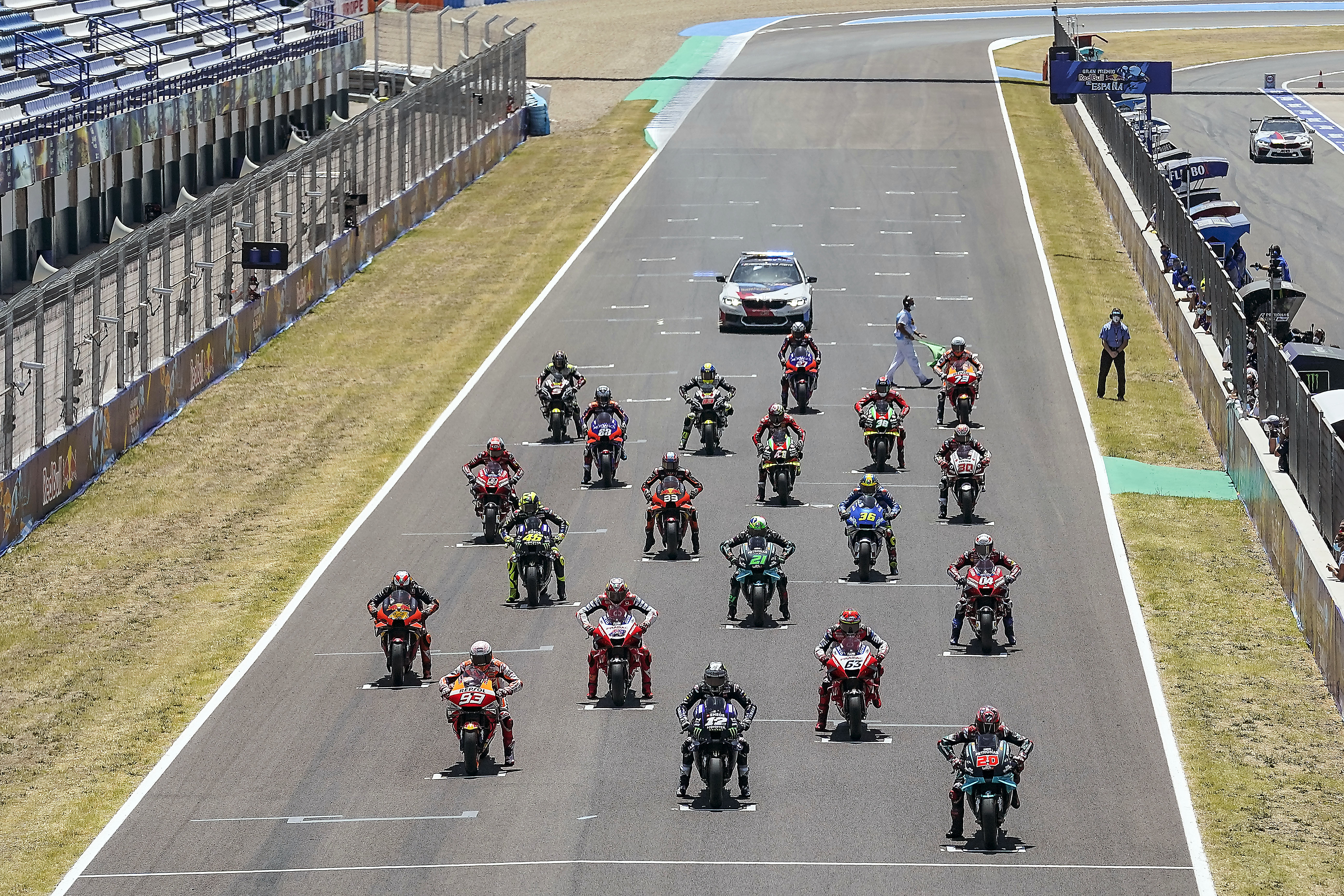
La graella de sortida del del 2020. A la pole, Fabio Quartararo

A 1 de juny del 2024
| Negreta | Pilot en actiu durant la temporada del 2024 |

|       | Pilot           | Poles |
| ----- | --------------- | ----- |
| 1     | Marc Márquez    | 93    |
| 2     | Jorge Lorenzo   | 69    |
| 3     | Valentino Rossi | 65    |
| 4     | Mick Doohan     | 58    |
| 5     | Max Biaggi      | 56    |
| 6     | Dani Pedrosa    | 49    |
| 7     | Casey Stoner    | 43    |
| 8     | Loris Capirossi | 41    |
| 9     | Jorge Martín    | 37    |
| 10    | Freddie Spencer | 33    |
| Font: |                 |       |

## Mundial de Superbike
A les rondes del Campionat del Món de Superbike, la Superpole és una cursa cronometrada que serveix per a establir les posicions de la graella de sortida dels participants. Va ser introduïda a partir de la temporada del 2019.
Estructura
A data de 2023, els caps de setmana de les rondes del mundial s'estructuraven normalment de la següent manera:
- Divendres: Dues sessions d'entrenaments lliures.
- Dissabte:
  - Entrenaments lliures
  - Superpole[5]
  - Cursa 1 de Superbike (WorldSBK Race 1)
  - Cursa de la "darrera oportunitat" de Supersport 300 (WorldSSP300 Last Chance Race)
- Diumenge: 
  - Escalfament (Warm-up)
  - Cursa Superpole de Superbike (WorldSBK Superpole Race), similar a la Cursa Sprint de MotoGP
  - Cursa de Supersport (World SSP Race)
  - Cursa 2 de Superbike (WorldSBK Race 2)
  - Cursa de Supersport 300 (WorldSSP300 Race)

Graella de sortida

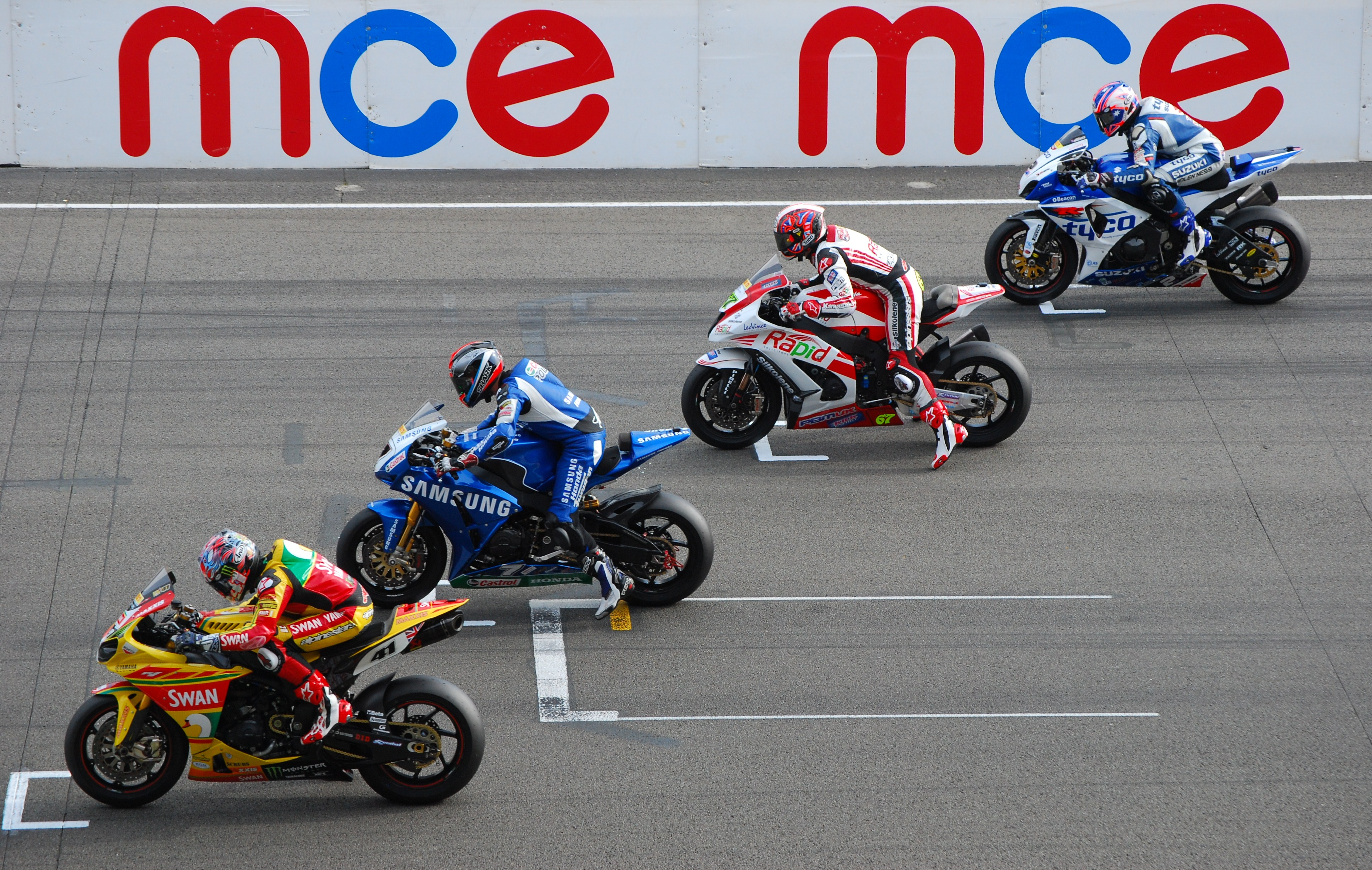
La graella de sortida de la ronda del BSB d'Assen del 2012. A la pole, Noriyuki Haga

1. Els resultats finals de la Superpole de dissabte decideixen la graella de sortida de la Cursa 1 de Superbike del mateix dissabte i de la Cursa Superpole de diumenge.
2. Els sis primers classificats de la Cursa de la "darrera oportunitat" ocupen els últims sis llocs de la graella de sortida de la cursa de Supersport 300.
3. La graella de sortida de la Cursa 2 de Superbike de diumenge es determina a partir de les nou primeres posicions de la Cursa Superpole; els llocs a partir del desè van en funció de les posicions de la Superpole de dissabte.[6]

Format
El format de la Superpole depèn de les condicions meteorològiques:
- En sec (Dry Superpole): el director de la cursa declara una Superpole "seca", la qual constarà de 3 voltes al circuit. Els pilots comencen un a un en ordre invers de classificació. La posició de la graella de sortida de les curses estarà determinada pel temps de volta més ràpid de cada pilot.
- En mullat (Wet Superpole): si es declara una Superpole "mullada", aquesta constarà de 50 minuts de voltes cronometrades per als 15 pilots junts, durant els quals cada pilot pot completar fins a 12 voltes (incloses les d'entrada i sortida). La posició de la graella de sortida de les curses estarà determinada pel temps de volta més ràpid de cada pilot. Per cada volta de més de les 12 completades, es cancel·larà el millor temps de volta del corredor.

Per a classificar-se per a la cursa, els pilots han de registrar un temps de volta no superior al 107% del temps registrat pel pilot de la pole position. Es poden emprar pneumàtics de qualificació.

## NASCAR
Actualment la pole es determina mirant qui és el pílot més ràpid a dues voltes. Abans del 2001 la NASCAR usava un format de qualificació de dos dies.